# Policajac manijak 2
Policajac manijak 2 (eng. Maniac Cop 2) je nastavak filma Policajac manijak. To je američki horor iz 1990.-te. Film je režirao William Lustig, dok je scenarij za film napisao Larry Cohen. 

## Radnja
Policajac Matt Cordell, tj. Policajac manijak, se vraća iz groba. Ponovno. Ovaj put on želi pronaći kriminalce koji su ga ubili u zatvoru, i on to ne čini zbog toga što im želi to oprostiti.

## Uloge
- Robert Davi - Sean McKinney
- Claudia Christian - Susan Riley
- Michael Lerner - Edward Doyle
- Bruce Campbell - Jack Forrest
- Laurene Landon - Teresa Mallory
- Robert Z'Dar - Matt Cordell (Policajac manijak)
- Clarence Williams III - Blum
- Leo Rossi - Turkell
- Lou Bonacki - detektiv Lovejoy
- Paula Trickey - Cheryl
- Charles Napier - Lew Brady
- Santos Morales - Trgovac
- Robert Earl Jones - Harry
- Andrew Hill Newman - građanin
- Ángel Salazar - prometnik
- Vincent Russo - taksist

## Propusti
- Trgovac lopovu ogrebe dva loto listića, no u jednom drugom kadru vidljiva su tri ogrebana listića.
- U striptiz baru, serijski ubojica dva puta stavlja novčanicu od jednog dolara u tange striptitzete.
- Plavokosi policajac iz pištolja puca na "Policajca manijaka" osam puta. Međutim, iz pištolja se može pucati šest puta, prije nego što ga se mora ponovno puniti.

## Vanjske poveznice
- Policajac manijak 2 u internetskoj bazi filmova IMDb-a